# Hall Manufacturing Company
Hall Manufacturing Company war ein US-amerikanischer Hersteller von Automobilen.

## Unternehmensgeschichte
Bicknell Hall kaufte im Oktober 1907 die Fabrik der H.H. Buffum Company. Der Sitz seines Unternehmens war in Abington in Massachusetts. Er fertigte aus vorhandenen Teilen einige Fahrzeuge. Der Markenname lautete Hall. Im gleichen Jahr endete die Produktion.
Es bestanden keine Verbindungen zu Hall Motor Vehicle Company und Hall Motor Car Company, die ebenfalls Fahrzeuge als Hall anboten.

## Fahrzeuge
Die Fahrzeuge hatten Achtzylindermotoren. 101,6 mm Bohrung und 101,6 mm Hub ergaben 6589 cm³ Hubraum. Die Motorleistung war mit 40 PS angegeben. Das Fahrgestell hatte 254 cm Radstand. Aufbau war ein offener Runabout mit Platz für zwei Personen. Die Fahrzeuge wogen 794 kg.